# Трофимов, Николай Трофимович
Трофимов Николай Трофимович — бригадир судосборщиков Адмиралтейского судостроительного завода Министерства судостроительной промышленности СССР, Герой Социалистического Труда.

## Биография
Трофимов Николай Трофимович родился 17 ноября 1916 года в деревне Заболотье.
Всю свою молодость трудился в колхозе. В 1935 году переехал в Ленинград(ныне Санкт-Петербург), где начал свою карьеру рабочим-арматурщиком.
С 1937 года работал гибщиком металлических листов на заводе № 14 Наркомата оборонной промышленности СССР.
Во время Великой Отечественной войны и блокады Ленинграда, Николай Трофимович, завершал свои рабочие дела на заводе и после бежал строить оборонительные заграждения от противников. Николай мог месяцами не выходить из цеха.

## Послевоенные годы
В годы после войны, Николай Трофимович работал судосборщиком завода № 194.
Был членом ВКП(б) КПСС.
К 50-летию советской власти(07.11.1967) бригада во главе с Николаем Трофимовичем выполнила задание 2 лет пятилетки и добилась колоссальной продуктивности труда на заводе.
Трофимов являлся делегатом XXIII съезда КПСС(1966).

## Награды
Указом Президиума Верховного Совета СССР за выдающиеся заслуги в выполнении заданий семилетнего плана Трофимову Николаю Трофимовичу было присвоено звание Героя Социалистического Труда.
- Орден Ленина(25.07.1966)
- Орден Трудового Красного Знамени(09.10.1952)
- Орден «Знак Почёта»(14.05.1960)
- Медаль «За трудовую доблесть»(02.10.1950)